# Elfje Willemsen
Elfje Willemsen (Turnhout, 11 januari 1985) is een Belgische bobsleester en voormalige speerwerpster.

## Levensloop
Willemsen is afkomstig uit de atletiek, maar stapte in 2007 over naar het bobsleeën voor het experiment van Canvas. Ze is als pilote in een tweemansbob actief in de internationale bobsleesport sinds 2007 en maakte aanvankelijk haar afdalingen doorgaans met Eva Willemarck, met daarnaast onder andere Bieke Vandenabeele, Hanna Mariën en Sophie Vercruyssen. Op 12 december 2009, tijdens de wereldbekerwedstrijd in Winterberg, haalde zij samen met haar vaste remster Willemarck de BOIC-limiet om zich te plaatsen voor de bobsleewedstrijden op de Olympische Winterspelen 2010 in Vancouver. Daar eindigde Elfje Willemsen samen met haar remster Eva Willemarck als veertiende.
In de jaren na Vancouver verbeterden de prestaties van Willemsen stelselmatig. Op 5 januari 2014 behaalde ze een zesde plaats op de wereldbekerwedstrijd in Winterberg, goed voor de vierde plaats in de landenrangschikking na Duitsland, de Verenigde Staten en Canada. Samen met voormalig atlete Hanna Mariën werd ze geselecteerd voor de Olympische Winterspelen in Sotsji (2014), waar ze op de zesde plaats eindigden.
Op 9 en 16 januari 2015 behaalde ze samen met haar nieuwe remster Annelies Holthof in twee opeenvolgende wereldbekermanches zilver, namelijk in Altenberg en Königssee, goed voor een tweede plaats voor de Belgian Bullets in de landenrangschikking na Duitsland.

## Persoonlijk atletiekrecord
| Onderdeel   | Prestatie | Datum        | Plaats   |
| ----------- | --------- | ------------ | -------- |
| speerwerpen | 52,70 m   | 15 juli 2004 | Grosseto |

## Palmares

### Atletiek

#### speerwerpen
- 2001: 7e WK U18 in Debrecen - 46,82 m
- 2001: 1e Europacup 1e div. in  Banska Bystrica - 50,39 m
- 2002: 6e WK U20 in Kingston - 52,18 m
- 2004: 7e WK U20 in Grosseto - 52,70 m
- 2005: 7e Europacup B in Leiria - 45,05 m

### Bobsleeën
- 2010: 14e OS - 3.37,48 min.
- 2014: 6e OS - 3.52,57 min.
- winter 2014-2015: Bobsleeën Wereldbekerwedstrijden. Beste resultaat: 2de plaatsen in Altenberg en Königssee